# Chlorophorus dureli
Chlorophorus dureli är en skalbaggsart som beskrevs av Maurice Pic 1950. Chlorophorus dureli ingår i släktet Chlorophorus och familjen långhorningar.
Artens utbredningsområde är Nepal. Inga underarter finns listade i Catalogue of Life.